# Kōta Shinzato
Pour les articles homonymes, voir Shinzato.
Kōta Shinzato (新里宏太), né le 9 septembre 1995 à Tokyo, est un chanteur japonais de J-pop.

## Histoire
Il est connu pour avoir chanté HANDS UP! qui a servi de 16e opening à One Piece.

## Discographie

### Singles
- 2013: HANDS UP!

### Collaboration
- 2014: Kimi no Hitomi ni Rock On (君の瞳にロックオン?) (avec LiFriends)